# 105 Mieszana Dywizja Lotnicza
105 Gwardyjska Borysowsko-Pomerańska Dywizja Lotnictwa Mieszanego – samodzielny związek taktyczny Sił Zbrojnych Federacji Rosyjskiej w ramach Zachodniego Okręgu Wojskowego; podlega 6 Armii Lotniczej i Obrony Powietrznej.
Dywizja sformowana została 15 lipca 1950 r. w Charkowie-Sokolnikach jako 105 Dywizja Lotnictwa Myśliwskiego Obrony Powietrznej. Zawierała 3 pułki lotnictwa myśliwskiego (296, 497 i 559) na samolotach MiG-15. W 1951 r. przemianowano ją na 105 Dywizję Lotnictwa Myśliwskiego. W terminie do 1960 r. dywizję przemieszczono na lotnisko Grossenhain, na terytorium Niemieckiej Republiki Demokratycznej. W tym też terminie 296 pułk zastąpiono 116 Gwardyjskim pułkiem lotnictwa myśliwskiego. W marcu 1960 roku przemianowano ją na 105 Dywizję Lotnictwa Myśliwsko-Bombowego. W takim kształcie dywizja istniała do 1989 roku, kiedy to pułki 116 i  497 zastąpiono pułkami 296 i 911. W 1992 r. 911 pułk zastąpiono 31 pułkiem. W 1993 dywizję wyprowadzono z Niemiec i przeniesiono do Woroneża, przemianowując jednocześnie na 105 Dywizję Lotnictwa Mieszanego i podporządkowując 16 Armii Lotniczej. W 2000 roku w jej skład wchodziły:
- 1 Gwardyjski pułk lotnictwa bombowego;
- 455 pułk lotnictwa bombowego;
- 899 pułk lotnictwa szturmowego[1].

Dywizja w takim kształcie przetrwała do roku 2009, kiedy to w wyniku reformy Sił Zbrojnych FR przekształcono ją w 7000 Bazę Lotniczą. 1 grudnia 2013 dywizja została odtworzona. 
Siedzibą sztabu i dowództwa dywizji jest Woroneż.

## Skład
- 14 Gwardyjski Leningradzki pułk lotnictwa myśliwskiego im. A. Żdanowa (Chalino) – MiG-29SMT, MiG-29UBT, Su-30;
- 159 Gwardyjski Noworosyjski pułk lotnictwa myśliwskiego (Pietrozawodsk, Biesowiec) – Su-35S, Su-27S, Su-27P, Su-27SM, Su-27UB; 
  - klucz dyżurny na Su-27 (Baranowicze);
- 790 pułk lotnictwa myśliwskiego (Chotiłowo) – MiG-31BM, MiG-31BSM, Su-27S, Su-27SМ, Su-27P, Su-27UB;
- 899 Gwardyjski Orszański pułk lotnictwa szturmowego im. F. Dzierżyńskiego (Buturlinowka) – Su-25;
- 47 pułk lotnictwa mieszanego (Bałtimor) – Su-34.

## Dowódcy
- gen. mjr Witalij Szkolenko (2013 – 2017);
- płk Siergiej Prokofiew (2018 – 2020);
- płk Denis Kulsza (2020 –)[3].